# Blautia liquoris
Blautia liquoris es una especie de  bacteria grampositiva del género Blautia. Fue descrita en el año 2021. Su etimología hace referencia a licor. Es grampositiva, anaerobia estricta e inmóvil. Tiene forma cocoide. Forma colonias circulares de color gris pálido. Temperatura de crecimiento entre 20-40 °C, óptima de 37 °C. Se ha aislado de una bodega de fermentación en China. 